# Aquaponik

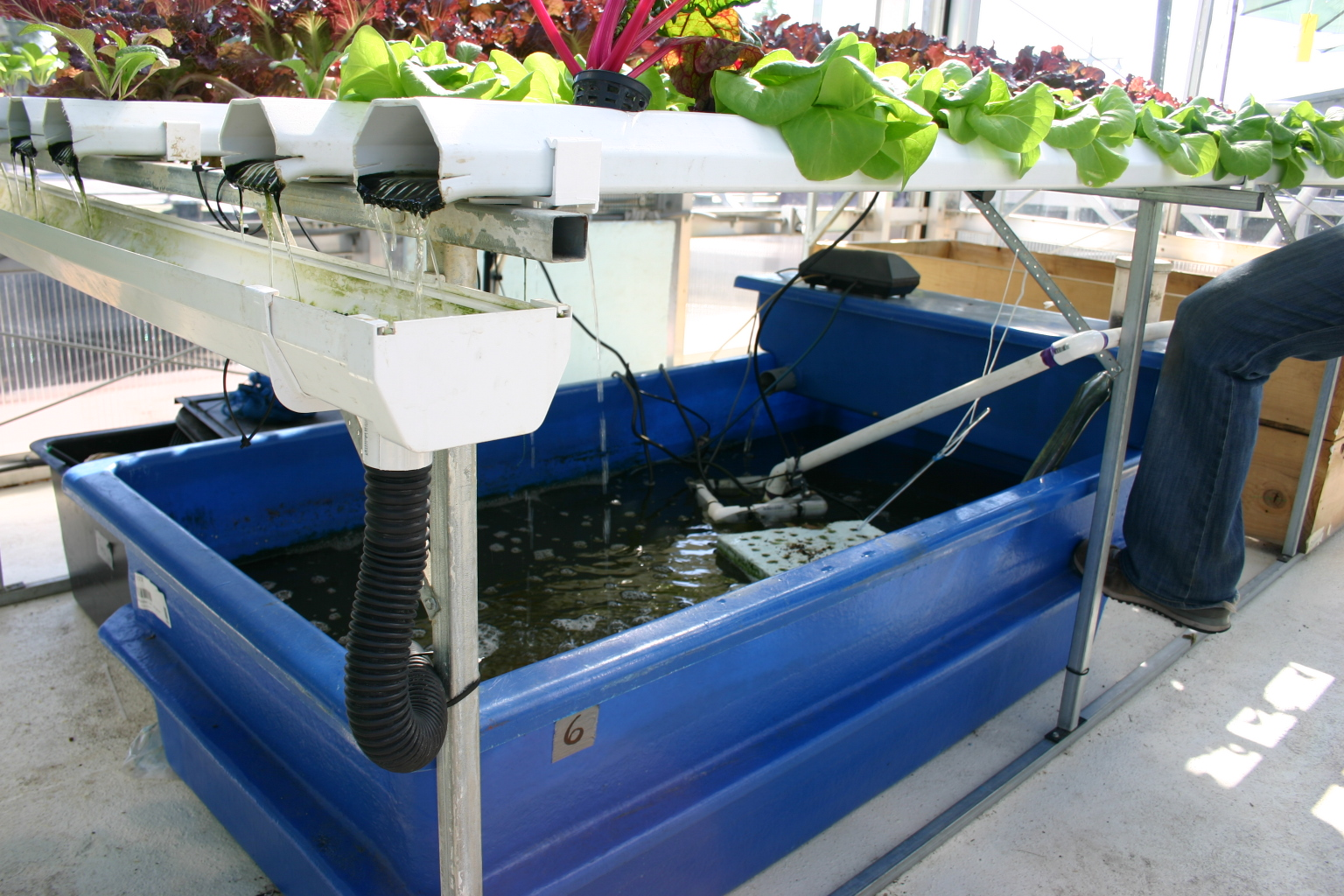
Aquaponik-System

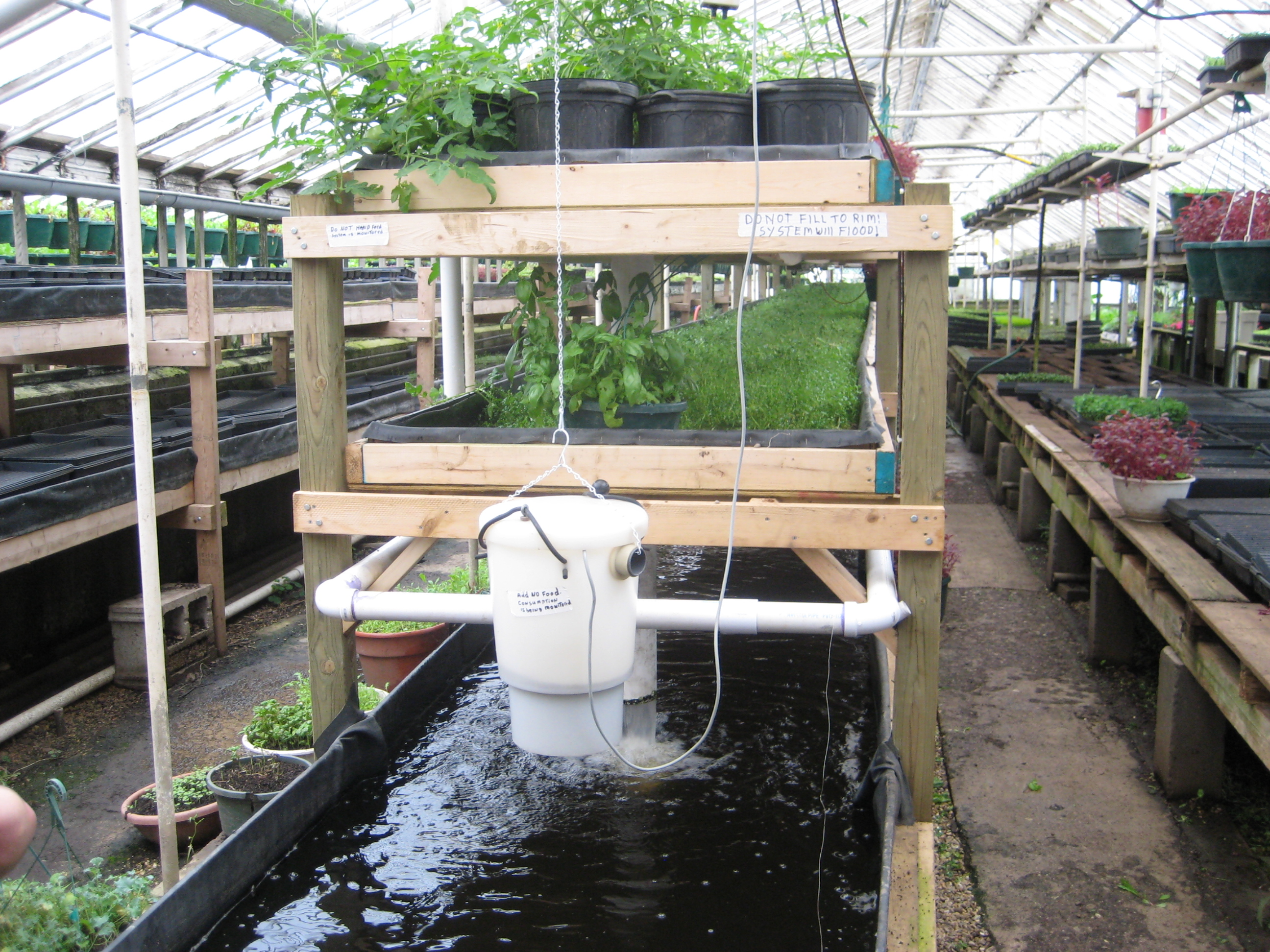
Aquaponik-System der US-amerikanischen Organisation Growing Power

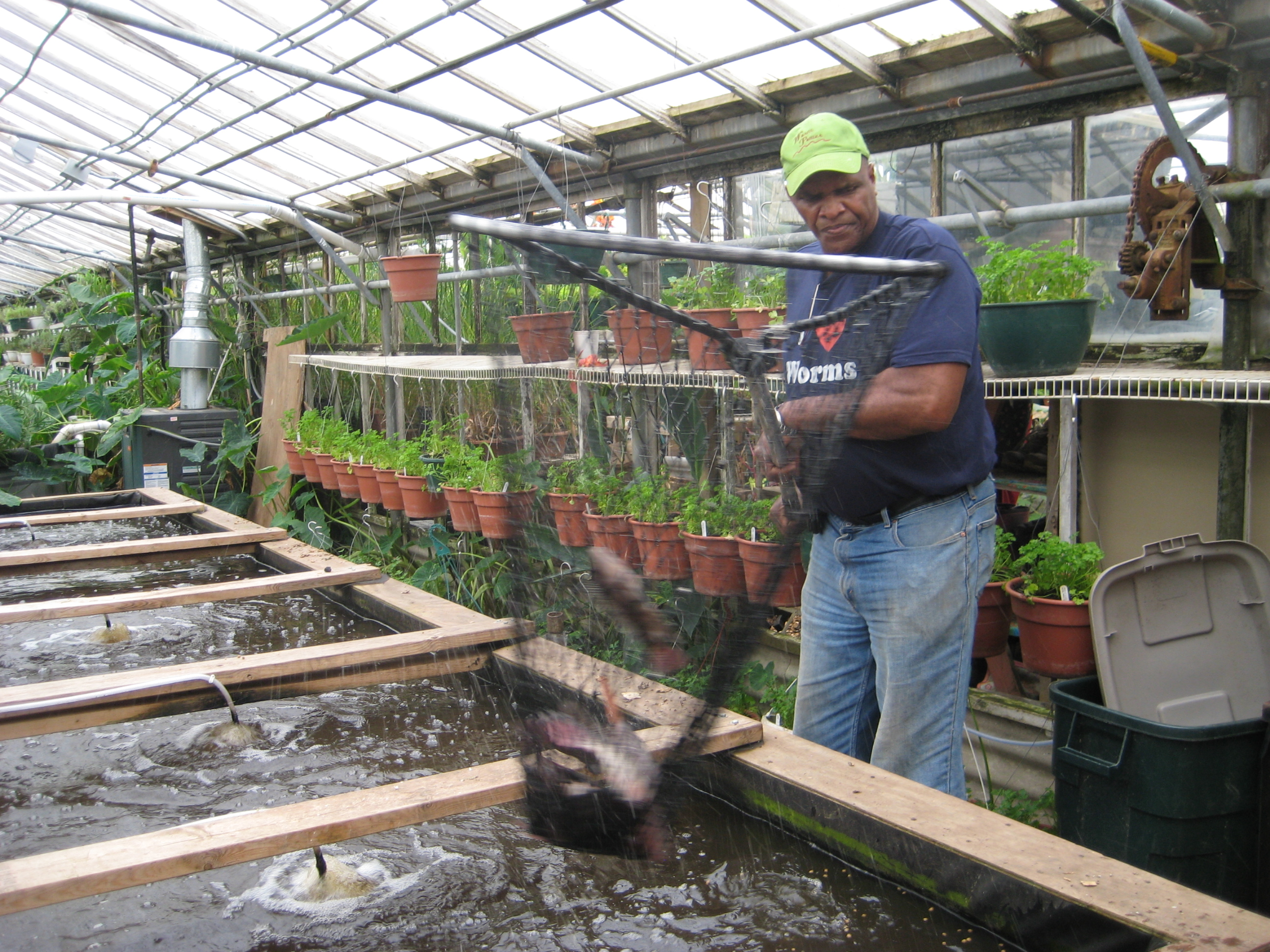
Buntbarsche im Aquaponik-System

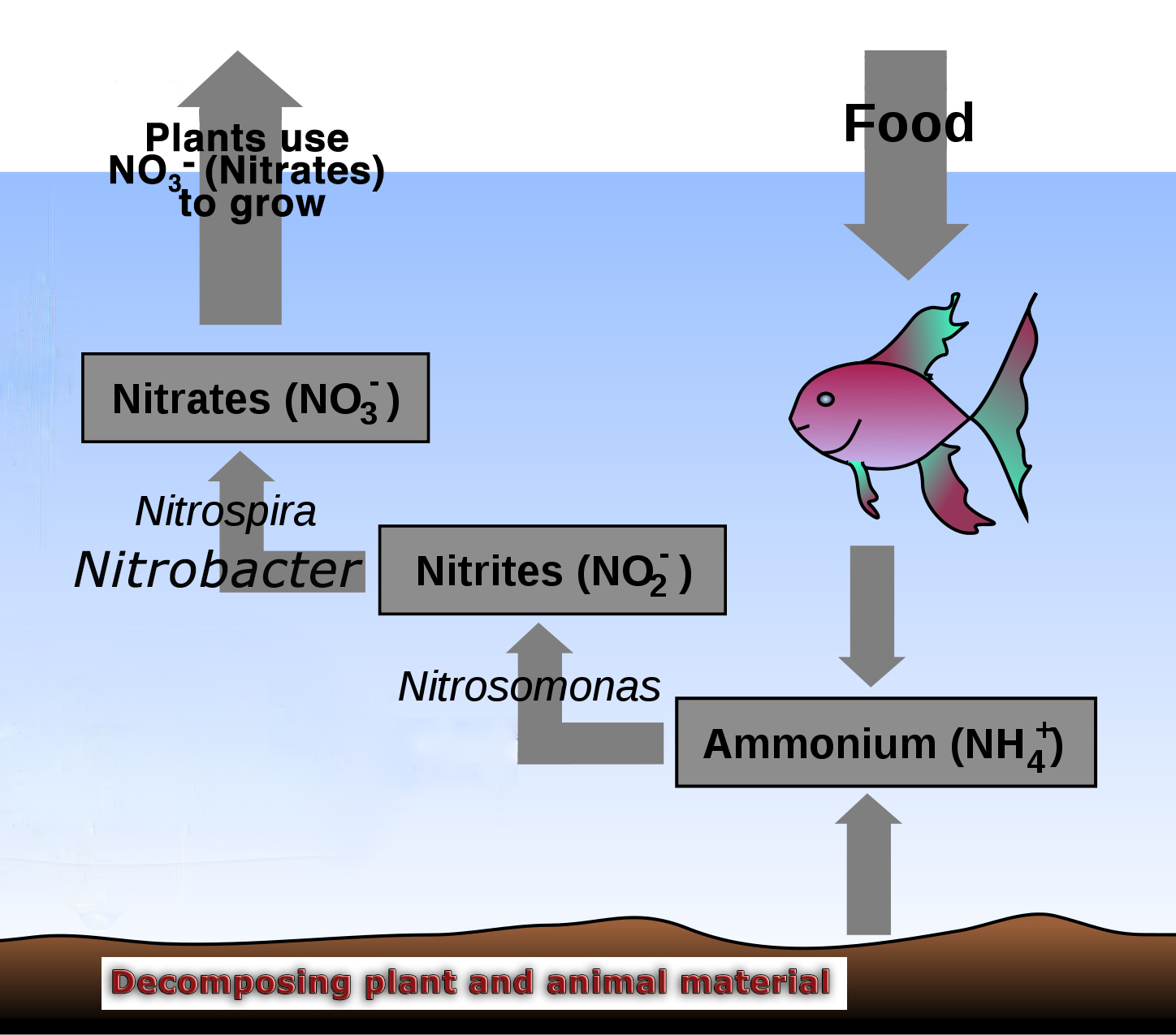
Stickstoffkreislauf im Aquaponik-System

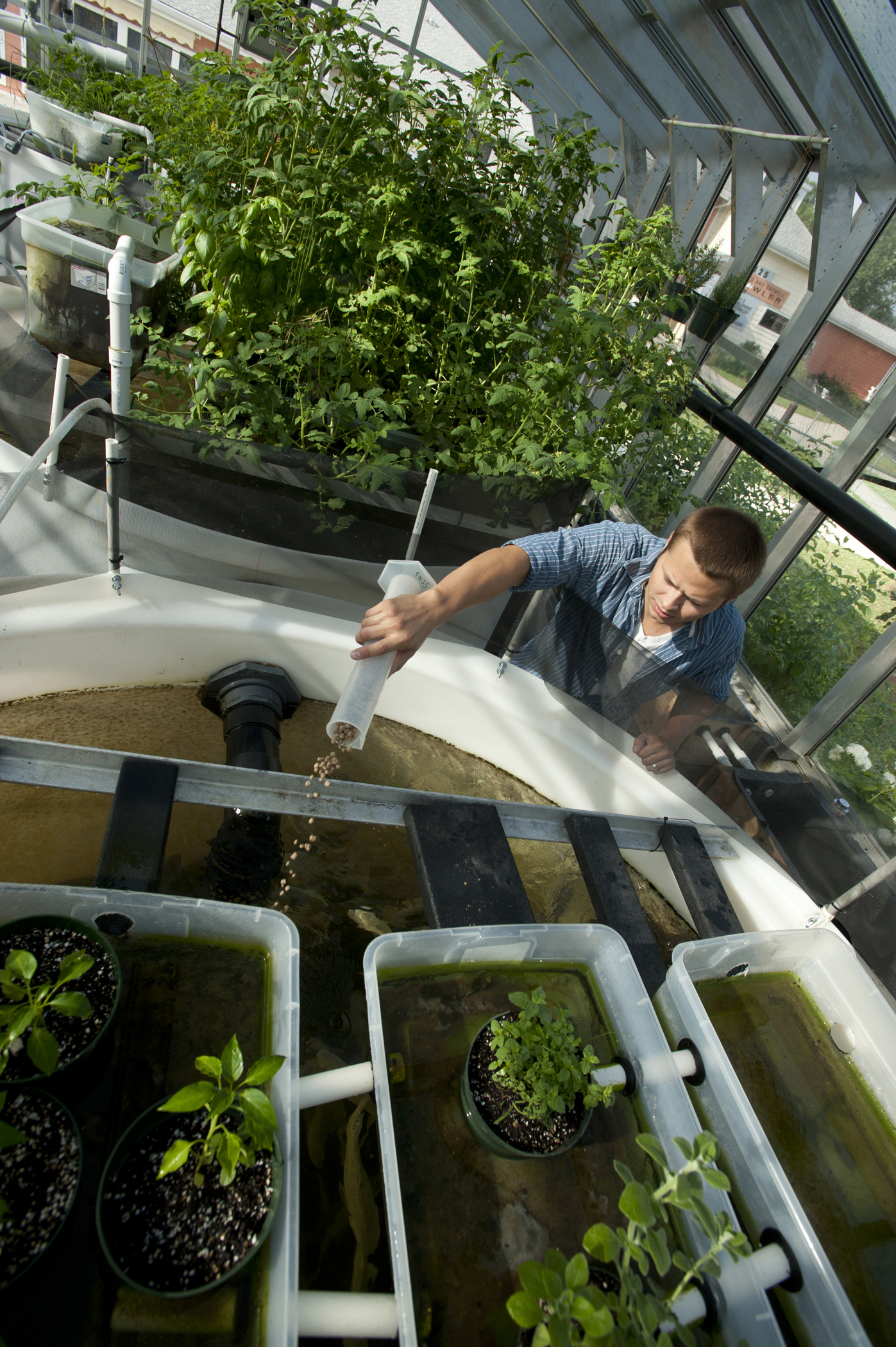
Versuchsaufbau in der Aquaponik

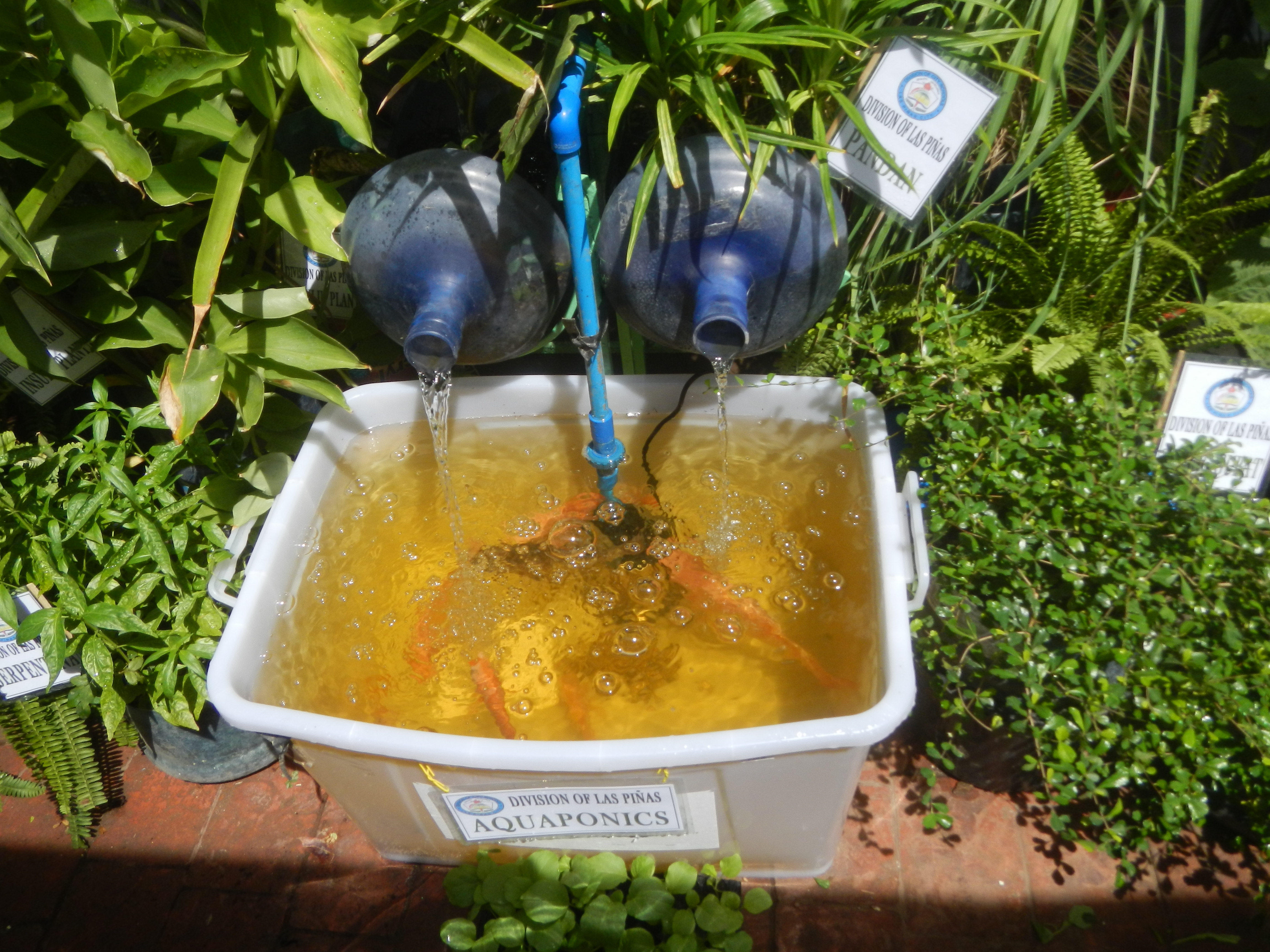
Aquaponik-Versuch auf den Philippinen

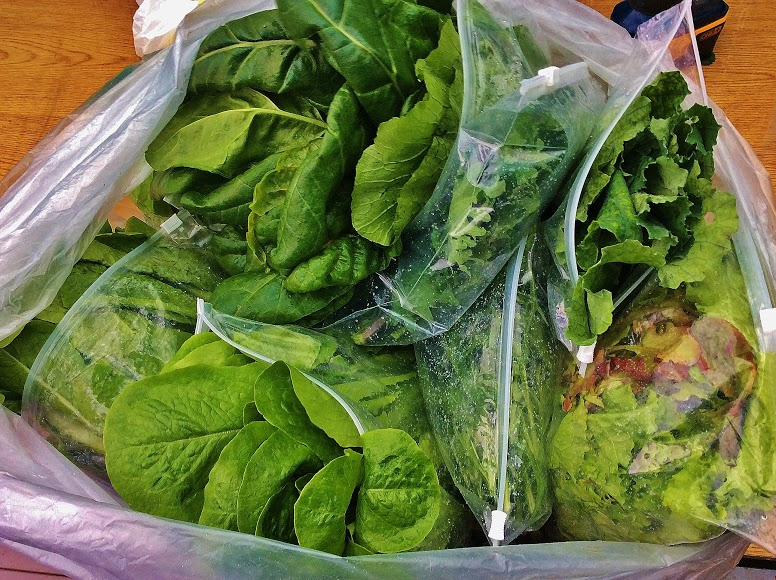
Salat aus einem Aquaponik-System

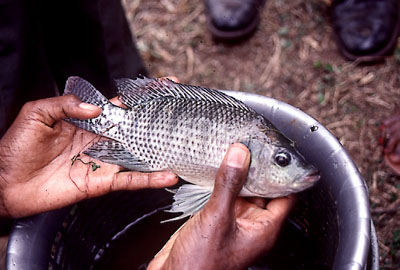
Oreochromis niloticus

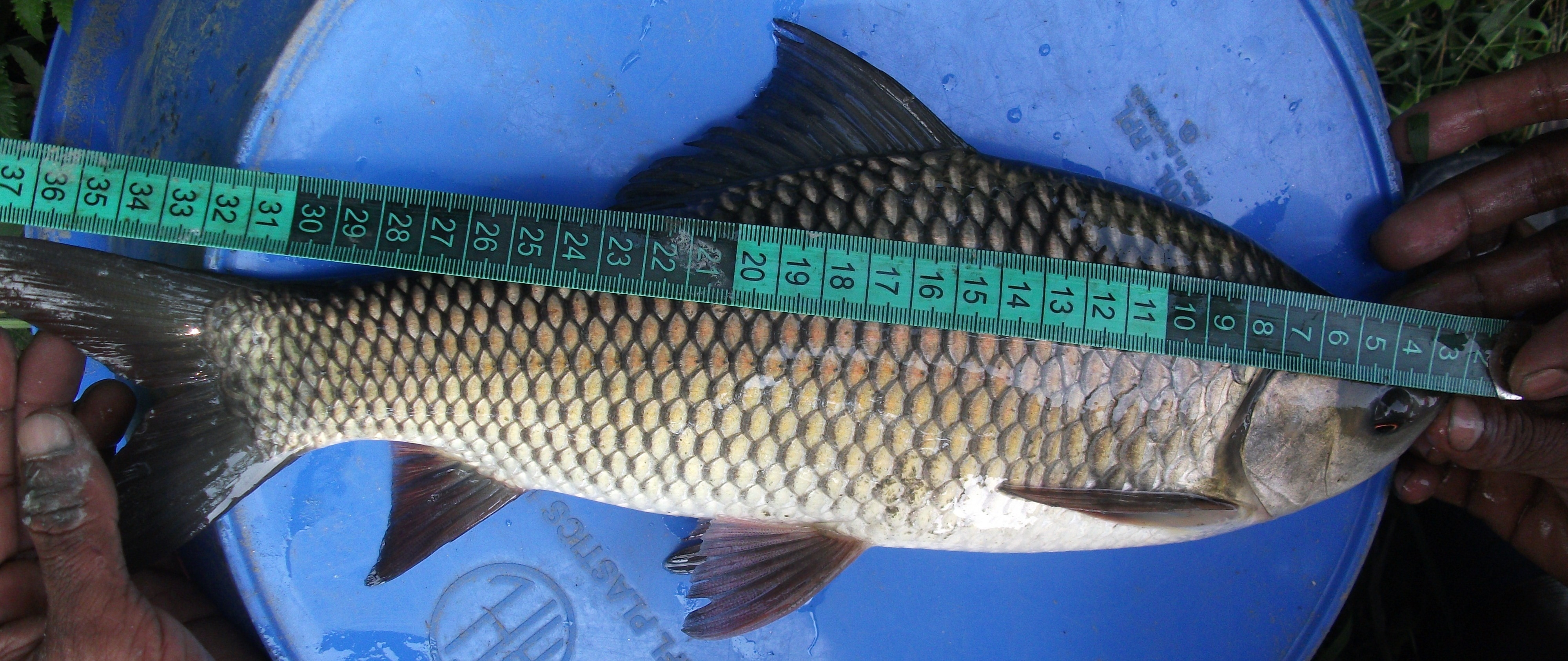
Catlabarben

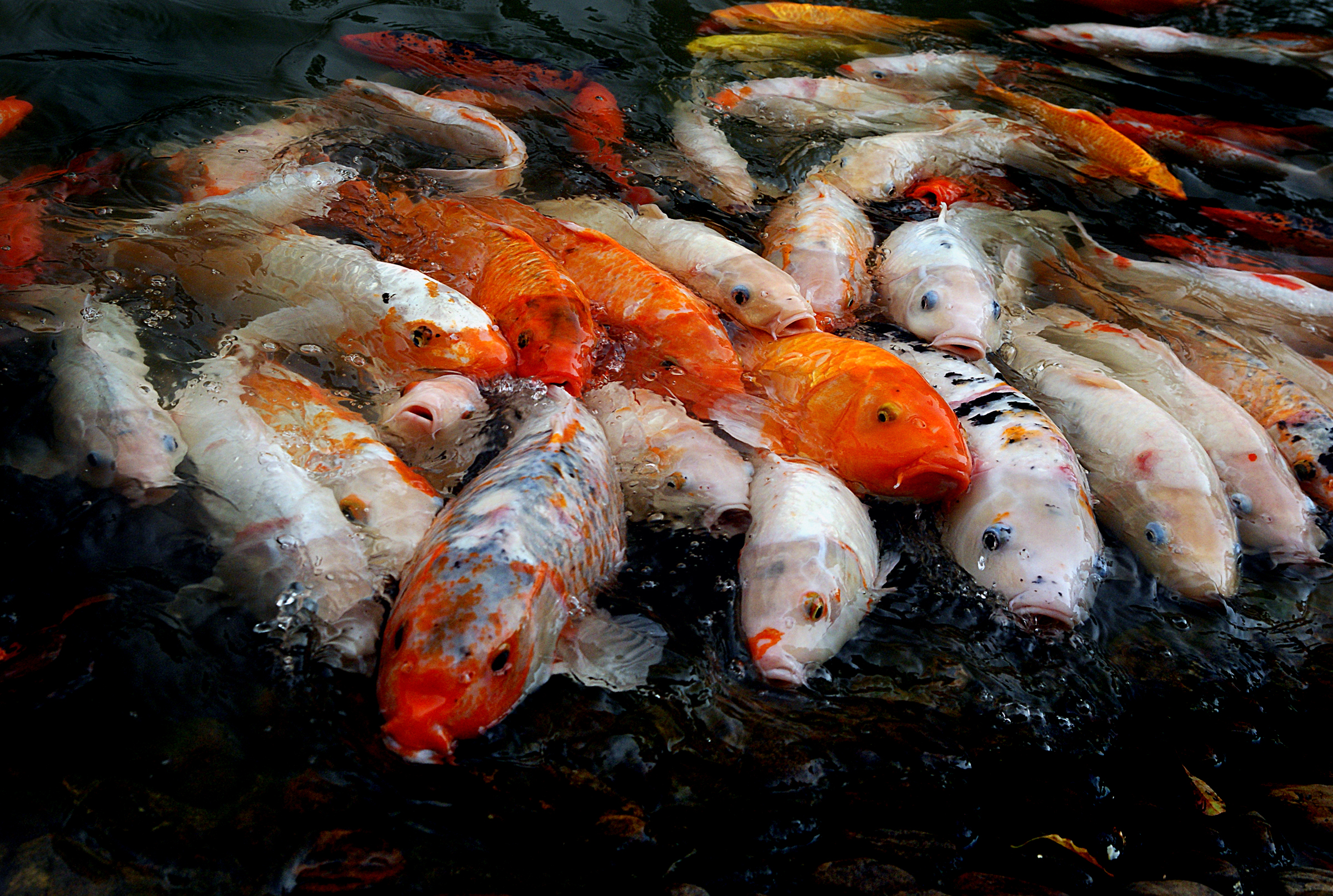
Koikarpfen

Aquaponik ist ein Verfahren, das Aquakultur (Aufzucht von Wassertieren wie Fischen, Krebsen, Schnecken oder Garnelen in Becken) mit Hydroponik (Kultivierung von Nutzpflanzen im Wasser, z. B. Gemüse oder Kräuter) koppelt. Dabei sind nitrifizierende Bakterien zur Umwandlung von Ammoniak (Stoffwechselendprodukt der Fische und in hoher Konzentration giftig für diese) in Nitrate (Pflanzennährstoff) beteiligt. Exkremente aus der Fischzucht werden so als Nährstoffe für Pflanzen verwendet. Somit erfolgt der für die Pflanzenaufzucht nötige Nährstoffeintrag im Wesentlichen über das Fischfutter. Die „Entsorgung“ der überflüssigen Nährstoffe, welche sonst bei intensiver Fischzucht oft ein großes Problem ist, übernehmen die Pflanzen - somit entsteht ein Kreislauf, in dem jeder Teil von jedem anderen profitiert.

## Grundlagen
Im Zentrum des Kreislaufsystems (RAS: Recirculation Aquaculture Systems) steht die Doppelnutzung des Wassers, da das Prozesswasser zusätzlich für die Nährstoffversorgung von Nutzpflanzen verwendet wird. Dieses Wasser durchströmt Fließrinnen (über NFT-Nährfilmtechnik), in denen Pflanzenwurzeln kontinuierlich von Nährlösung (Prozesswasser aus Aquakultur, Fischkot) umspült werden. Durch Fischhaltung reichern sich im Zeitverlauf Stickstoffverbindungen (z. B. Nitrate) und Phosphate an, die der Nährstoffversorgung von Pflanzen dienen. Die Kreislaufwirtschaft setzt sich aus Haltungsbecken, physikalischen und biologischen Filtern, sowie dem Hydroponiksystem zur Pflanzenproduktion zusammen.

### Fischzucht in Aquakultur
Ein Bestandteil ist die Fischzucht oder -haltung in Behältern oder (seltener) in offenen Teichen. Hier können je nach Bedarf und klimatischen Verhältnissen vor Ort verschiedene Fischarten gehalten werden. Häufig werden Buntbarsche aus den Gattungen Tilapia oder Oreochromis als besonders schnellwachsende und wenig anspruchsvolle Speisefische eingesetzt, z. B. Oreochromis niloticus oder Tilapia mariae.
Tilapias werden auch wegen ihres geringen Proteinbedarfs bevorzugt. Eine hohe Fischmehlsubstitution ist durch Fütterung mit pflanzlichen Eiweißen (Algen und andere pflanzliche Nahrung) möglich. Friedfische sind üblicherweise besser geeignet, da weniger oder gar kein tierisches Eiweiß zur Fütterung erforderlich ist. Allerdings besteht in gemäßigten Klimazonen zusätzlicher Energiebedarf zur Temperierung des Wassers. Steht Abwärme zum Beispiel aus industriellen Prozessen, thermischen Kraftwerken oder Klimaanlagen zur Verfügung, kann der Energieverbrauch erheblich gesenkt werden. Beim Tropenhaus Frutigen werden zum Beispiel Bergwasser des nahegelegenen Lötschberg-Basistunnels genutzt, die zu warm sind um unbehandelt in die Vorfluter entlassen werden zu können. Bei einigen Kraftwerken sind Kühlwasserteiche beliebte Angelgewässer, da hier wärmeliebende Arten vorkommen, die sonst in der entsprechenden Klimazone nicht oder selten zu finden sind. Fische und Pflanzen sollten auf das Klima im Kreislaufsystem abgestimmt werden.

### Pflanzenkultivierung in Hydrokultur
Zweiter Bestandteil eines Aquaponiksystems ist die Pflanzenzucht in anorganischem Substrat ähnlich der Hydrokultur, allerdings unter Verzicht auf die dort verwendete vorproduzierte Nährlösung.
Die Nutzpflanzen wachsen meist in Behältern bzw. Growbeds, die mit einem Substrat (z. B. nichtaufschwimmenden Blähton (Dichte > 1) oder Kies) gefüllt sind und periodisch mit dem nährstoffreichen Wasser aus dem Fischbehälter geflutet werden. Die Kultivierung mit Nährstofffilm-Technik oder Deep Water Culture ist ebenfalls möglich.
Das überlaufende Wasser wird wieder in den Fischtank zurückgeführt. In der Praxis wird nicht Wasser aus den Fischbecken abgepumpt (sonst sinkt dort der Wasserspiegel zu stark), sondern Wasser aus einem Wasserspeicher ins Fischbecken gepumpt. Der Überlauf rinnt dann ins Hydroponik-System und das Restwasser oder Sickerwasser zurück in den Wasserspeicher.

### Bakterien als Systembestandteil
Das Kiesbett am Grund des Fischtanks sowie das Substrat der Pflanzbehälter sind mit einem Biofilm aus nitrifizierenden Bakterien besetzt, welche Ammonium und Ammoniak der Fischausscheidungen über das Zwischenprodukt Nitrit in Nitrat umwandeln, welches schließlich als Nährstoff den Nutzpflanzen zur Verfügung steht. Es handelt sich also um eine technische Anwendung des natürlichen Stickstoffkreislaufes. Da die Nitrifizierung ein aerober Prozess mit hohem Sauerstoffbedarf ist, wird dazu auch Verrieselung über Kiesfilter angewendet.

## Abtrennung von Feststoffen
Zusätzlich anfallende Feststoffe aus Fischausscheidungen oder Biofilmen
können über ein zwischengeschaltetes Absetzbecken abgetrennt und separat kompostiert werden, dies ist in Systemen mit Medium aber nur selten notwendig, da das Medium per se gute Filterung bringt.
Alternativ wird die Wurmkompostierung im Pflanzsubstrat praktiziert, bei der die Feststoffe zersetzt und im Kreislauf erhalten werden.

## Unterschiede zur Aquakultur
In Aquaponik muss das Wasser nicht ausgetauscht oder zusätzlich gefiltert werden, da es in den beschriebenen biologischen Reinigungsprozessen wieder in der für die Fischhaltung benötigten Qualität zur Verfügung steht. Damit entfällt die ökologische Problematik der Überdüngung natürlicher Gewässer bei ungeregelter Entsorgung von Abwässern aus der Aquakultur. Ein unausgewogenes Verhältnis von Pflanzen und Fischen kann zur Überdüngung oder Nährstoffmangel führen. Bei Überdüngung (überhöhtem Nitratgehalt, der schädlich für Fische ist), wird als Sofortmaßnahme ein Teil des Wassers ausgetauscht, das zum Gießen anderer Pflanzen verwendet werden kann. Frischwasser muss nur zugeführt werden, um die Verluste durch Verdunstung (Evapotranspiration) und bei der Entnahme von Biomasse aus dem System auszugleichen.

## Geschichte
Der Name Aquaponik ist ein Kofferwort aus Aquakultur und Hydroponik.
1985 entwickelten McMurtry und Sanders unter dem Namen „Integrated Aqua-Vegeculture System“ ein kommerzielles Aquaponiksystem, welches die Fischausscheidungen von Tilapia-Buntbarschen durch Algen und Bakterien auf Sandfiltern für die Aufzucht von Tomatenpflanzen aufbereitet. Die von McMurtry und Sanders begonnene Grundlagenforschung wurde von der University of Virgin Island in einem speziellen Forschungsprogramm für Aquaponik-Aquakultur weiterentwickelt.
Mittlerweile existieren aquaponische Systeme in Kleinstsystemen bis hin zu großen kommerziell genutzten Anlagen.
Sie sind auf der ganzen Welt anzutreffen und finden sowohl in Industrie- als auch in Entwicklungsländern Verwendung. In jüngster Zeit haben sich auch städtische Aquaponik-Projekte entwickelt, die darauf abzielen, städtische Gemeinschaften mit frischen Lebensmitteln zu versorgen und gleichzeitig die Umweltauswirkungen der traditionellen Landwirtschaft zu verringern.

## Fischarten
Außer den weltweit gehaltenen Tilapia-Buntbarschen werden in Europa beliebte Speisefische wie
- Regenbogenforelle (Oncorhynchus mykiss)[11][12][13][14][15]
- Afrikanische Raubwels (Clarias gariepinus)[16]
- Catlabarbe (Catla catla)
- Karpfen (Cyprinus carpio)
- Schleie (Tinca tinca)
- Flussbarsch (Perca fluviatilis)
- Hecht (Esox lucius)[17]

in an deren Haltungsbedürfnisse angepassten Systemen produziert.
Außerdem werden bei entsprechend guter Wasserqualität einige australische Fischarten wie Barramundi in Aquaponik-Kulturen gezüchtet.
Als selbstwachsendes Futter werden je nach Fischart bis zu 30 % Wasserlinsengewächse in das Kreislaufsystem eingesetzt.
Der Speisemeeresfisch Dorade (Sparus aurata) wird im Salzwasser-Kreislaufsystem mit der Pflanze Meeresspargel (Salicornia) gezüchtet.

## Pflanzenarten
Weltweit werden eine große Anzahl von verschiedenen Pflanzenarten in Aquaponik Anlagen kultiviert. In Europa werden vor allem Pflanzenarten wie
- Kräuter
- Salat
- Tomate (Solanum lycopersicum)
- Paprika (Capsicum)
- Gurke (Cucumis sativus)
- Erdbeeren (Fragaria)
- Brunnenkresse (Nasturtium)

unter den für die jeweiligen Pflanzen angepassten Parametern angebaut. Verfügbare klimatische Bedingungen, die natürlich bestehen oder künstlich hergestellt werden, eröffnen oder begrenzen hierbei die Arten, die erfolgreich kultiviert werden können.

## Fischfutter
Fischfutter, welches sich nach Fischart (Fische im Mittelwasser oder bodenbewohnende Spezies wie die meisten Welsarten) und Lebensalter (Jungfische, adulte Fische) der Tiere richtet, kann in Flocken, Granulat und Futtertabletten dagereicht werden. Die häufigste Form sind jedoch Pellets. Dabei kommen alle handelsüblichen Futtersorten, die in der Aquakultur verwendet werden, zum Einsatz. Die Futtergaben richten sich u. a. auch nach der Wassertemperatur. Hierbei unterscheiden sich Kaltwasser- und üblicherweise beheizte Warmwasseranlagen für Aquaponiksysteme der Gemäßigten Breiten. Bei Temperaturen < 8 °C stellen die meisten Fischarten aufgrund ihrer Physiologie als wechselwarme Tiere das Fressen ein, so dass das Futter auf den Grund sinkt und das Wasser damit unnötig belastet. Bei vollautomatisierten Anlagen wird das Futter häufig durch Futterautomaten verabreicht. Die Rentabilität einer Aquaponikanlage ergibt sich unter anderem auch aus dem Futterverwertungskoeffizienten.

## Netzwerke, Veranstaltungen & Projekte

### Deutschland
In Deutschland gibt es einige Netzwerke, die Entwicklungen in der Aquaponik vorantreiben. Bundesweit vernetzen sich Aquaponiker durch Veranstaltungen, wie das „Netzwerktreffen Aquaponik Nordrhein-Westfalen“, welches von den Vereinen „Aufbruch am Arrenberg e. V.“, „die Urbanisten e. V.“ und der Fachhochschule Südwestfalen im Rahmen des „Erasmus+“-Projektes „Urban Green Train“ veranstaltet wurde. Mit dem Projekt „Aufbruch am Arrenberg“ soll ein ganzer Stadtteil als „Klimaquartier Arrenberg“ bis ins Jahr 2030 CO2-neutral werden. Eine Urban Farm mit einer „Aquaponicfarm“ soll „ganzjährige kontinuierliche Lebensmittelproduktion nach biologischen Standards gewährleiste[n]“. Zur Demonstration eines aquaponischen Systems wurde die sogenannte Farmbox des Vereins „Aufbruch am Arrenberg“ auf einem Parkplatz installiert. Der „Bundesverband Aquaponik e. V.“ ist an zahlreichen Veranstaltungen als Teilnehmer, Aussteller oder anderweitig präsent. Außerdem versucht der Bundesverband mit einem weitläufigen System an Kontakten sowohl wissenschaftliche als auch wirtschaftliche Partnerschaften und Bildungsaktivitäten zu vermitteln, welche neue Aquaponik-Projekte aller Art, vor allem Projekte zu Bildungszwecken, entstehen lassen. In der kommerziellen Produktion von Lebensmitteln durch Aquaponik gibt es (schwerpunktmäßig in Berlin) erste Start-ups, die dies in signifikanter Produktionsgröße tun.

### Europa
Der EU Aquaponics HUB ist ein von COST (European Cooperation in Science and Technology) unterstütztes Programm, welches die Zusammenarbeit europäischer Wissenschaftler und Unternehmer auf dem Gebiet der Aquaponik fördert. Einige deutsche Forschungsinstitute, Universitäten sowie gemeinnützige Einrichtungen, wie der Bundesverband Aquaponik, sind im Raum dieses Netzwerkes aktiv. Aus dem Netzwerk „EU Aquaponics HUB“, welches vorwiegend auf die wissenschaftliche Zusammenarbeit ausgerichtet ist, ging die europaweite Organisation Association of Commercial Aquaponic Companies (ACAC) hervor. Das Ziel von ACAC ist es, Kleinbetriebe im Bereich der Aquaponik europaweit zu unterstützen, das Aufstreben von Aquaponik in der kommerziellen Landwirtschaft zu fördern und durch koordinierten Austausch einen internationalen Qualitätsstandard zu etablieren.

### International
Die Aquaponics Association ist eine internationale, vorwiegend nordamerikanische Vereinigung mit dem Ziel, die Vorteile der Aquaponik durch Bildung und Öffentlichkeitsarbeit bekannt zu machen. Die Prioritäten der Organisation sind, aquaponischen Anbau zu verbreiten, Verbraucher und Behörden auf die gute Gesundheit von aquaponisch angebauten Produkten aufmerksam zu machen sowie Mythen und Gerüchte über die Aquaponik zu zerstreuen. Die Organisation hat ein System für Qualitätsmanagement entwickelt, die sogenannten „Aquaponic GAP Standards“. Ferner veranstaltet die Organisation einmal im Jahr die Konferenz „Putting Down Roots“ in Portland, Oregon.

## Hemmnisse
Als Haupthemmnisse sehen Forscher des IGB-Projektes INAPRO um Werner Kloas die hohen Investitionskosten einer ausreichend groß dimensionierten Anlage, sowie die hohen Betriebskosten an Fischfutter, Arbeit und Energie.